# Buachaille Etive Beag
Buachaille Etive Beag är en bergskedja i Storbritannien.   Den ligger i kommunen Highland och riksdelen Skottland, i den nordvästra delen av landet, 600 km nordväst om huvudstaden London.